# حسانية (قبيلة)
الحسانية، قبيلة عربية في السودان، تعود أصولها إلى قبيلة الكواهلة، وهم أبناء حسان بن محمد بن خليفة بن كاهل.

## التاريخ
تذكر روايتهم أن أجدادهم جاءوا من الجزيرة العربية ودخلوا السودان حتى بلغو جبل الجلف شمال غرب منطقة شندي، ولم يستطيعوا الاستقرار على شاطئ النيل لأن الجعليين سبقوهم إليه، ومن ثم اتخذوا منطقة جبل الجلف وما حولها مجالا لزراعتهم ورعيهم، وامتدت منطقتهم شمالا وجنوبا.

## جغرافيا
ينتشر الحسانية في شمال ووسط السودان في منطقة جبل الجلف وما حولها والبطانة وصحراء بيوضة، كما هاجر البعض منهم إلى ضفاف النيل الأبيض.